# Luperodes intramarginalis
Luperodes intramarginalis is een keversoort uit de familie bladkevers (Chrysomelidae). De wetenschappelijke naam van de soort werd in 1883 gepubliceerd door Theodor Franz Wilhelm Kirsch.